# Норт Јорк (Пенсилванија)
Норт Јорк (енгл. North York) град је у америчкој савезној држави Пенсилванија.

## Демографија
По попису из 2010. године број становника је 1.914, што је 225 (13,3%) становника више него 2000. године.
| Група             | 2000.         | 2010.         |
| Белци             | 1.552 (91,9%) | 1.491 (77,9%) |
| Афроамериканци    | 37 (2,2%)     | 160 (8,4%)    |
| Азијати           | 9 (0,5%)      | 26 (1,4%)     |
| Хиспаноамериканци | 61 (3,6%)     | 190 (9,9%)    |
| Укупно            | 1.689         | 1.914         |